# Monique De Weweire
Monique De Weweire (Assenede, 13 mei 1949) is een voormalig Belgisch politica. Ze was volksvertegenwoordiger.

## Levensloop
De Weweire werd beroepshalve landbouwster en was aangesloten bij de Boerenbond.
Voor de CVP werd ze van 1977 tot 1995 gemeenteraadslid en OCMW-voorzitter van Assenede. Ook zetelde ze van mei 1977 tot november 1981 voor het kiesarrondissement Gent-Eeklo in de Kamer van volksvertegenwoordigers.
In de periode mei 1977-oktober 1980 zetelde ze als gevolg van het toen bestaande dubbelmandaat ook in de Cultuurraad voor de Nederlandse Cultuurgemeenschap, die op 7 december 1971 werd geïnstalleerd. Vanaf 21 oktober 1980 tot november 1981 was ze tevens korte tijd lid van de Vlaamse Raad, de opvolger van de Cultuurraad en de voorloper van het huidige Vlaams Parlement.
De Weweire is getrouwd en heeft twee kinderen.
In 1997 en 2002 was ze te zien in het programma Jambers.